# حیدری (بن)
حیدری ، روستایی از توابع بخش شیدا، شهرستان بن در استان چهارمحال و بختیاری ایران است. این روستا، زادگاه حسین رضایی،از فرماندهان سپاه پاسداران در جنگ سوریه است.

## مردم
فرهنگ جغرافیایی ایران زبان روستا را  ترکی چهارمحالی  ذکر کرده است.

## جمعیت
این روستا در دهستان شیدا قرار دارد و براساس سرشماری مرکز آمار ایران در سال ۱۳۹۰، جمعیت آن ۱٬۵۳۸ نفر (۴۵۲خانوار) بوده‌است.